# 冬枣
冬枣（学名：Ziziphus jujuba cv. Dongzao），又名鲁北冬枣、冻枣、雁过红、果子枣、苹果枣、水枣、冰糖枣等，是一种晚熟鲜食的枣品种，其果实生育期在120天以上，果实成熟时期约为9月底（白熟期）到10月中旬（完熟期）。
历史上关于冬枣的最早记载见于元代柳贯《打枣谱》（其中称之为冻枣），1990年前仅在山东沾化、无棣、乐陵、庆云及河北黄骅、故城、沧县等地有零星分布，1993年后开始重点开发，并逐渐为人熟知。现冬枣的产地广泛分布于山东、河北、天津等地，其中较知名的冬枣品牌包括沾化冬枣、黄骅冬枣、无棣冬枣、乐陵冬枣等。
还有些学者将所有晚熟枣统称为冬枣，把成武冬枣、薛城冬枣、大雪枣、驴奶头枣、长条枣、九月青等不同品种都归为冬枣。不过这种命名法遭到了其他一些学者的反对。